# السرب العملياتي الخامس (الاتحاد السوفيتي)
السرب الخامس ( بالروسية : пятая эскадра، مترجم . pyataya eskadra )، كان سربًا من البحرية السوفيتية يعمل في البحر الأبيض المتوسط.
تأسس السرب لأول مرة بين عامي 1963 و 1964م خلال الحرب الباردة. وأطلق عليه حلف شمال الأطلسي (الناتو) اسم الأسطول السوفيتي المتوسطي (بالروسية: Средиземноморский флот)، إذ كان الخصم الرئيسي للأسطول السادس للبحرية الأمريكية. بعد تفكك الاتحاد السوفيتي ، أُلغي نشاط السرب الخامس في خضم تقليص حجم القوات المسلحة الروسية في 31 ديسمبر/كانون الأول 1992م. 
منذ عام 2013م، قامت وزارة الدفاع الروسية بتشغيل قوة المهام الدائمة في البحر الأبيض المتوسط التابعة للبحرية الروسية. 

## تاريخ
لم تكن البحرية السوفيتية في النصف الأول من ستينيات القرن العشرين قادرة على بناء قوة قادرة على شلّ الأسطول السادس الأمريكي بفعالية. ولم تكن قوة أسطول البحر الأسود المنتشرة في البحر الأبيض المتوسط تمتلك القوة اللازمة، مما لفت انتباه قادة البحرية السوفيتية إلى إمكانية استخدام غواصات الديزل الكهربائية ، ثم النووية ، لتتبع حاملات الطائرات خِلسةً، ثم تدميرها باستخدام الأسلحة النووية.
حتى مايو 1965م ، حاولت البحرية السوفيتية تنفيذ مهمتها في البحر الأبيض المتوسط من خلال إنشاء ما يسمى بالوحدات المختلطة المكونة من سفن الأسطول الشمالي وأسطول البلطيق تحت قيادة الكابتن من الرتبة الأولى إي. آي. فولوبوييف والكابتن أو. بي. جرومبكوف. تضمنت هذه القوة غواصات ومدمرات وسفن إمداد . في مايو 1965م ، تم تشكيل أول سرب مُختلط من سفن المسح الهيدروغرافي وسفن الدعم والطرادات الهجومية والغواصات التابعة لأسطول البحر الأسود في البحر الأبيض المتوسط، تحت قيادة فرقة المنطقة المائية العشرين الكابتن من الرتبة الأولى إيغور ن. مولودتسوف. 
أثار الأدميرال سيرچي چورشكوف ، قائد البحرية، مرارًا مسألة إنشاء هيئة أركان وسرب عملياتي مؤقت في البحر الأبيض المتوسط. إلا أن هيئة الأركان العامة لم توافق على الفكرة. وخلافًا للعادة، واصل چورشكوف إزعاج وزارة الدفاع بطلبات مُلحة لإنشاء «... منظمة يصعب إيجادها»، غير مُبالٍ بما يُسببه ذلك من إزعاج لرئيس الأركان العامة. اعتاد القائد القيام بذلك في كل مناسبة، ولكن «حتى وقتٍ ما، قوبلت طلبات القائد لإنشاء سرب متوسطي نظامي لضباط هيئة الأركان العامة بالفشل أو الصمت.» 
كانت حرب عام ١٩٦٧م عاملاً مُعجّلاً في إنشاء سرب البحر الأبيض المتوسط. في يونيو ١٩٦٧م، قرر المكتب السياسي إنشاء سرب البحر الأبيض المتوسط. ووفقًا لهذا القرار، صدر الأمر بإنشاء السرب بموجب أمر قائد البحرية رقم ٠١٩٥، المؤرخ ١٤ يونيو ١٩٦٧م.  تولى الأميرال البحري بوريس بتروف القيادة، وتولى قيادة جميع القوات التي كانت متواجدة في ١٤ يوليو ١٩٦٧م في البحر الأبيض المتوسط.
ورثت البحرية الروسية السرب الخامس بعد تفكك الاتحاد السوفيتي ، وتم إلغاء نشاطه وسط تقليص حجم القوات المسلحة الروسية في 31 ديسمبر 1992م. 

## القادة
- لواء بحري بوريس بتروف (14 يوليو 1967 – 1969)
- لواء بحري فلاديمير ليونينكوف (1969–1971)
- لواء بحري إيفجيني فولوبوف (1971-1974)
- لواء بحري فلاديمير أكيموف (1974-1977)
- لواء بحري نيكولاي ريابينسكي (1977–1981)
- لواء بحري فالنتين سيليفانوف (1981-1985)
- لواء بحري فلاديمير كالابين (1985–1986)
- لواء بحري فلاديمير إيجوروف (1986–1988)
- لواء بحري ألكسندر جوربونوف (1988-1990)
- لواء بحري بيوتر سفياتاشوف (1992-1992)
- لواء بحري يوري سيسوييف (1992-1993)

## روابط خارجية
- Валентин Селиванов (1 يناير 2004). "Пятая эскадра". www.zavtra.ru. مؤرشف من الأصل في 20 أكتوبر 2011. اطلع عليه بتاريخ 6 أكتوبر 2009.
- Заборский В. В. (13 أكتوبر 2006). "Советская Средиземноморская эскадра". Independent Military Review/Независимое военное обозрение. مؤرشف من الأصل في 6 April 2011. اطلع عليه بتاريخ 6 October 2009.
- Michael Holm, 5th Operational Squadron, accessed January 2013